# 奧恩克諾特山
46°40′55″N 11°01′27″E / 46.681979°N 11.024156°E

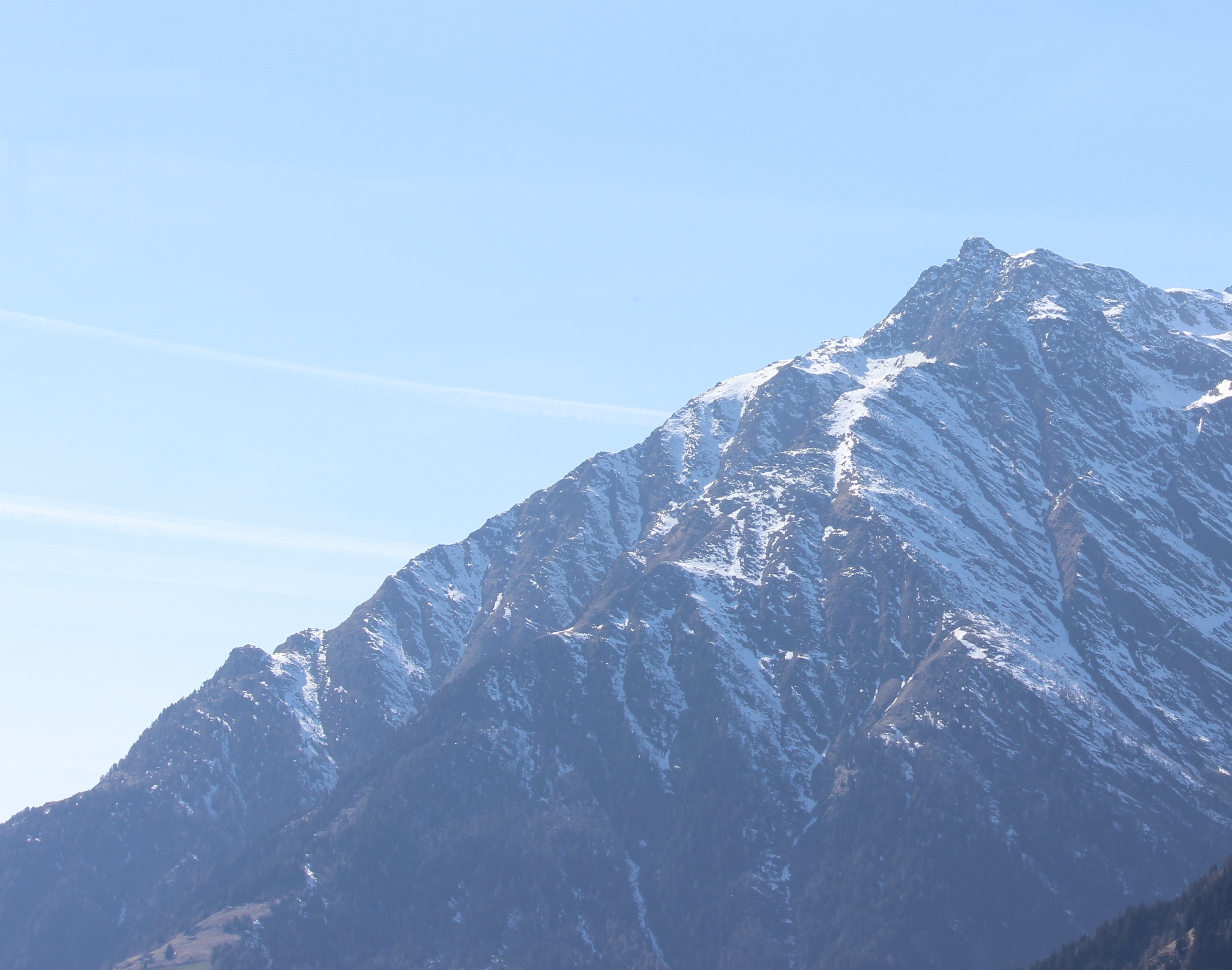

奧恩克諾特山（義大利語：Ohrnknott），是意大利的山峰，位於該國東北部，由博爾扎諾-南蒂羅爾自治省負責管轄，屬於奧茨塔爾阿爾卑斯山脈的一部分，海拔高度2,258米。